# Miriam Flynn
Miriam Flynn (* 18. Juni 1952 in Cleveland, Ohio, USA) ist eine US-amerikanische Schauspielerin und Synchronsprecherin.
Flynn begann ihre Karriere in der The-Second-City-Theatergruppe in Chicago. 1981 bis 1982 spielte sie die Titelrolle in der kurzlebigen Fernsehserie Maggie. Seither wirkte sie in zahlreichen Fernseh- und Kinofilmen mit. Eine ihre bekanntesten Rollen ist die der Catherine in den Filmen der Die-schrillen-Vier-auf-Achse-Filmreihe um die Familie Griswold. Seit den 1980er Jahren hatte sie zahlreiche Gastauftritte in diversen Fernsehserien, u. a. in Cheers, Trio mit vier Fäusten, Familienbande, Mord ist ihr Hobby, Star Trek: Deep Space Nine und Desperate Housewives.
Neben ihrer Tätigkeit als Schauspielerin ist sie als Sprecherin für Zeichentrickfilme und -serien sowie Videospiele aktiv.

## Filmografie (Auswahl)
- 1980: Ene Mene Mu und Präsident bist du (First Family)
- 1981–1982: Maggie (Fernsehserie, 8 Folgen)
- 1982: Ich glaub’ mein Straps funkt SOS (National Lampoon’s Class Reunion)
- 1983: Mr. Mom
- 1983: Die schrillen Vier auf Achse (National Lampoon’s Vacation)
- 1984/1991: Harrys wundersames Strafgericht (Night Court, Fernsehserie, 2 Folgen)
- 1985: Cheers (Fernsehserie, Folge 4x08 Liebe deinen Nachbarn …)
- 1985: Trio mit vier Fäusten (Riptide, Fernsehserie, Folge 3x07)
- 1986: Familienbande (Family Ties, Fernsehserie, Folge 4x22 Hallo Kumpel)
- 1988: Maybe Baby – Am Anfang war der Klapperstorch (For Keeps)
- 1988: Endlich wieder 18 (18 Again!)
- 1988: Katies Sehnsucht (Stealing Home)
- 1988/1993: L.A. Law – Staranwälte, Tricks, Prozesse (L.A. Law, Fernsehserie, 2 Folgen)
- 1989: Schöne Bescherung (National Lampoon’s Christmas Vacation)
- 1989–1990: DuckTales – Neues aus Entenhausen (DuckTales, Fernsehserie, 7 Folgen, Stimme)
- 1990: Die Simpsons (The Simpsons, Fernsehserie, Folge 1x06 Lisa bläst Trübsal, Stimme)
- 1990: Mord ist ihr Hobby (Murder, She Wrote, Fernsehserie, Folge 6x17 Die Machtprobe)
- 1991: Wie ein Stachel im Fleisch (Lonely Hearts)
- 1991: Murphy Brown (Fernsehserie, Folge 4x07 Exclusivrechte)
- 1991–1995: Taz-Mania (Fernsehserie, 40 Folgen, Stimme)
- 1991–1996: Bobby’s World (Fernsehserie, 7 Folgen, Stimme)
- 1993: Picket Fences – Tatort Gartenzaun (Picket Fences, Fernsehserie, Folge 1x14)
- 1994: Die Nanny (The Nanny, Fernsehserie, Folge 1x22 Muttertag)
- 1994–1995: Der Tick (The Tick, Fernsehserie, 4 Folgen)
- 1995: Unter Anklage – Der Fall McMartin (Indictment: The McMartin Trial, Fernsehfilm)
- 1995: Claudia und das Geheimnis des Engels (From the Mixed-Up Files of Mrs. Basil E. Frankweiler, Fernsehfilm)
- 1995: Ein Schweinchen namens Babe (Babe, Stimme)
- 1996: Wenn Guffman kommt (Waiting for Guffman)
- 1996–1997: Malcolm & Eddie (Fernsehserie, 6 Folgen)
- 1997: Die schrillen Vier in Las Vegas (Vegas Vacation)
- 1997: Practice – Die Anwälte (The Practice, Fernsehserie, Folge 1x04 Die moralischere Lösung)
- 1997: Pinky und der Brain (Pinky and the Brain, Fernsehserie, Folge 3x19, Stimme)
- 1997: In einem Land vor unserer Zeit V – Die geheimnisvolle Insel (The Land Before Time V: The Mysterious Island, Stimme)
- 1998: Ally McBeal (Fernsehserie, Folge 1x18 Nahkampf)
- 1998: Buffy – Im Bann der Dämonen (Buffy the Vampire Slayer, Fernsehserie, Folge 2x19)
- 1998: Dharma & Greg (Fernsehserie, Folge 2x05)
- 1998: Star Trek: Deep Space Nine (Fernsehserie, Folge 7x09 Entscheidung auf Empok Nor)
- 1998: In einem Land vor unserer Zeit VI – Der geheimnisvolle Berg der Saurier (The Land Before Time VI: The Secret of Saurus Rock, Stimme)
- 2000: Alvin und die Chipmunks treffen den Wolfman! (Alvin and the Chipmunks Meet the Wolfman, Stimme)
- 2000: Ein Königreich für ein Lama (The Emperor’s New Groove, Stimme)
- 2000: In einem Land vor unserer Zeit VII – Der geheimnisvolle Zauberstein (The Land Before Time VII: The Stone of Cold Fire, Stimme)
- 2001: Malcolm mittendrin (Malcolm in the Middle, Fernsehserie, Folge 2x18 Der Meisterkoch)
- 2001: Static Shock (Fernsehserie, Folge 1x13, Stimme)
- 2001: Evolution
- 2001: Noch mal mit Gefühl (Once and Again, Fernsehserie, Folge 3x05)
- 2001: In einem Land vor unserer Zeit VIII – Der erste Schnee (The Land Before Time VIII: The Big Freeze, Stimme)
- 2001–2005: Keine Gnade für Dad (Grounded for Life, Fernsehserie, 22 Folgen)
- 2002: In einem Land vor unserer Zeit IX – Die Reise zum großen Wasser (The Land Before Time IX: Journey to Big Water, Stimme)
- 2002–2003: Für alle Fälle Amy (Judging Amy, Fernsehserie, 2 Folgen)
- 2002–2008: Chalk Zone – Die Zauberkreide (ChalkZone, Fernsehserie, 26 Folgen)
- 2003: In einem Land vor unserer Zeit X – Die große Reise (The Land Before Time X: The Great Longneck Migration, Stimme)
- 2003: Schöne Bescherung 2 – Eddie geht baden (National Lampoon’s Christmas Vacation 2, Fernsehfilm)
- 2005: In einem Land vor unserer Zeit XI – Das Geheimnis der kleinen Saurier (The Land Before Time XI: Invasion of the Tinysauruses, Stimme)
- 2005: Family Guy (Fernsehserie, Folge 4x05 Drei sind einer zu viel, Stimme)
- 2006: Pepper Dennis (Fernsehserie, 2 Folgen)
- 2007: Desperate Housewives (Fernsehserie, 2 Folgen)
- 2007: In einem Land vor unserer Zeit (Land Before Time, Fernsehserie, 5 Folgen)
- 2007: Grey’s Anatomy (Fernsehserie, Folge 4x04 High Noon)
- 2007: Boston Legal (Fernsehserie, Folge 4x06 Objekt der Begierde)
- 2007: In einem Land vor unserer Zeit XIII – Auf der Suche nach dem Beerental (The Land Before Time XIII: The Wisdom of Friends, Stimme)
- 2009: Big Love (Fernsehserie, Folge 3x06)
- 2010: Meine Schwester Charlie (Good Luck Charlie, Fernsehserie, Folge 1x12)
- 2011: About Fifty
- 2011: Bucky Larson: Born to Be a Star
- 2011: Lass es, Larry! (Curb Your Enthusiasm, Fernsehserie, Folge 8x02 Das Frauenhaus)
- 2011: Zeke und Luther (Zeke and Luther, Fernsehserie, Folge 3x17)
- 2012–2013: Suburgatory (Fernsehserie, 7 Folgen)
- 2014: All Stars
- 2014: Bones – Die Knochenjägerin (Bones, Fernsehserie, Folge 10x09)
- 2015: Murder in the First (Fernsehserie, Folge 2x10)
- 2015/2016: Liv und Maddie (Liv and Maddie, Fernsehserie, 2 Folgen)
- 2016: In einem Land vor unserer Zeit XIV – Die Reise der mutigen Saurier-Freunde (The Land Before Time XIV: Journey of the Heart, Stimme)
- 2016: IZombie (Fernsehserie, 2 Folgen)
- 2016: The Middle (Fernsehserie, Folge 8x02 Die bittere Pille)
- 2017: School of Rock (Fernsehserie, Folge 3x05)
- 2017: Navy CIS: L.A. (NCIS: Los Angeles, Fernsehserie, Folge 9x11 Der Teufelskreis)
- 2020: Mom (Fernsehserie, Folge 7x15)
- 2023: Shrinking (Fernsehserie, Folge 1x03)
- seit 2023: Call Me Kat (Fernsehserie)
- 2023: The Lincoln Lawyer (Fernsehserie, Folge 2x07 Cui Bono)